# Salvatore Mannironi
Salvatore Mannironi (Nuoro, 10 dicembre 1901 – Nuoro, 7 aprile 1971) è stato un politico italiano.

## Biografia
Laureato in giurisprudenza, esercitò nella sua città la professione di avvocato. Nel 1919 si iscrisse al Partito Popolare Italiano ed ebbe vari incarichi all'interno del PPI: fu delegato regionale della Gioventù cattolica sarda, poi presidente degli uomini cattolici ed infine direttore de L'Avvenire di Nuoro.
Nel 1943 fu arrestato dalla polizia fascista e condotto presso il campo di concentramento di Isernia, dal quale sarebbe stato liberato dopo un anno. Nel dopoguerra fu segretario provinciale della Democrazia Cristiana nel nuorese e venne eletto consigliere e delegato regionale.
Nel 1945 prese parte alla Consulta Nazionale come esponente di spicco della Democrazia Cristiana e quindi eletto deputato all'Assemblea Costituente nel 1946. Membro della Commissione dei 75, profuse il suo impegno nei lavori della II sottocommissione (Ordinamento costituzionale dello Stato), nella quale si distinse come valido giurista.
Ininterrottamente eletto alla Camera dei deputati dalla I alla IV legislatura, fece parte come sottosegretario di diversi governi negli anni '50 e '60. Nel 1968 divenne poi senatore in seguito a una disputa interna alla Democrazia Cristiana nuorese, dalla quale uscì vincitore il giovane consigliere regionale Ariuccio Carta (a capo del gruppo dei Giamburrasca), che assurse alla carica di deputato precedentemente ricoperta dallo stesso Mannironi.
Per vari anni presidente della Camera di Commercio e consigliere comunale di Nuoro, dal 1970 fu ministro della Marina Mercantile nel terzo governo Rumor e nel governo Colombo: morì a 69 anni, nell'aprile 1971, da ministro e da senatore in carica. Il suo posto nel governo va a Gioacchino Attaguile, mentre a Palazzo Madama gli subentra il collega Ignazio Serra.